# Xz
xz是一个使用LZMA/LZMA2压缩算法的无损数据压缩文件格式。

## 设计
和gzip与bzip2一样，同样支持多文件压缩，但是约定不能将多于一个的目标文件压缩进同一个归档文件。相反，xz通常作为一种归档文件自身的压缩格式，例如使用tar或cpio Unix程序创建的归档。xz在GNU coreutils（版本7.1或更新）中被使用。xz作为压缩软件被收录在Fedora（自Fedora 12起）、Arch Linux、FreeBSD、Slackware Linux和Funtoo Linux中。

## 实现
一个xz文件格式的实现XZ实用程序已可在网上自由获得，在GNU LGPL和GNU GPL条款下发布，同时还有大量软件进入了公有领域（例如liblzma等）。GNU tar自版本1.22起使用这一软件透明支持xz文件格式（就如同其处理gzip格式或者bzip2格式一样）。
xz命令行程序曾有过一个名为pxz的分支，提供多线程压缩功能，后来xz在5.2时本身就直接提供多线程了。
7-Zip在9.04 beta版支持了xz文件格式。
WinRAR 在版本 5 支持了xz格式。

## 使用
xz以其优异的性能和压缩比成为了不少开源软件（例如GNU coreutils项目、 Debian系列系统deb包格式、openSUSE、Fedora 、Arch Linux、Slackware、FreeBSD、Gentoo、 GNOME以及TeX Live）的压缩方式之一，同时也可以是压缩Linux 内核的格式。 2013年3月，kernel.org宣布使用xz作为发行内核源代码的默认格式。

## 引用
1. ↑  GNU Coreutils files （页面存档备份，存于）（See version 7.1 and newer files ending in .tar.xz）
2. ↑  .   [2011-03-18]. （原始内容存档于2022-05-17）.
3. ↑  .   [2011-03-18]. （原始内容存档于2011-11-01）.
4. ↑  .   [2011-03-18]. （原始内容存档于2015-11-10）.
5. ↑  .   [2011-03-18]. （原始内容存档于2008-10-02）.
6. ↑  .   [2011-03-18]. （原始内容存档于2012-03-23）.
7. ↑  .   [2011-03-18]. （原始内容存档于2011-05-06）.
8. ↑  Lasse Collin. . 2005-05-31  [2015-10-21]. （原始内容存档于2020-11-12）.
9. ↑  ,  (FTP), GNU,   [2011-03-18], （原始内容存档于2011-05-10） (see version 7.1 and newer files ending in .tar.xz).
10. ↑  , , openSUSE,   [2016-02-07], （原始内容存档于2022-04-16）.
11. ↑  ,  12, Fedora,   [2011-03-18], （原始内容 (wiki)存档于2022-05-17）.
12. ↑  , , Archlinux,   [2011-03-18], （原始内容存档于2011-11-01）.
13. ↑   (FTP) (changelog) 13.0, Slackware, May 8, 2009.
14. ↑  , Free BSD, Jan 2011  [2016-02-07], （原始内容 (mailing list post)存档于2022-04-16）.
15. ↑  ,  (mailing list post) (RFC), Gentoo,   [2016-02-07], （原始内容存档于2013-11-12）.
16. ↑  , , Gnome, Apr 2011  [2016-02-07], （原始内容 (mailing list post)存档于2022-04-16）.
17. ↑   (directory), CTAN,   [2016-02-07], （原始内容存档于2022-04-16）.
18. ↑  , Tukaani,   [2016-02-07], （原始内容 (Git)存档于2022-04-16）.
19. ↑  . The Linux Kernel Archives. Linux Kernel Organization, Inc. 2013-03-11  [2016-02-07]. （原始内容存档于2021-03-08）.